# Tetradactylus udzungwensis
Tetradactylus udzungwensis är en ödleart som beskrevs av Salvidio, Menegon, Sindaco och Moyer 2004. Tetradactylus udzungwensis ingår i släktet Tetradactylus och familjen sköldödlor. Inga underarter finns listade i Catalogue of Life.
Arten förekommer i Tanzania i Udzungwabergen och kanske i angränsande områden.